# Apollo 7 Squale
Apollo 7 Squale (SQUALE) је кућни рачунар, производ фирме Apollo 7 који је почео да се израђује у Француској током 1984. године.
Користио је Motorola 6809 као централни микропроцесор а RAM меморија рачунара SQUALE је имала капацитет од 92 kb, до 256kb са проширењем. 
Као оперативни систем кориштен је Flex 09.

## Детаљни подаци
Детаљнији подаци о рачунару SQUALE су дати у табели испод.
|                       |                             |
| [ 1 ]                 |                             |
| Произвођач            |                             |
| Тип                   | кућни рачунар               |
| Меморија              | 92 , до 256kb са проширењем |
| Поријекло             | Француска                   |
| Година                | 1984                        |
| Тастатура             | AZERTY                      |
| Процесор              |                             |
| Фреквенција процесора | 1                           |
| RAM                   | 92 , до 256kb са проширењем |
| ROM                   | 4                           |
| Текст                 | 40 x 25                     |
| Графика               | 256 x 256                   |
| Боја                  | 16                          |
| Звук                  | 3 гласа, 5 октава           |
| Димензије             | 500 x 195 x 10              |
| Портови               |                             |
| Оперативни систем     |                             |